# Maurizio di Sassonia-Zeitz
Maurizio di Sassonia-Zeitz (Dresda, 28 marzo 1619 – Moritzburg, 4 dicembre 1681) duca di Sassonia-Zeitz dal 1657 al 1681.
Nato a Dresda, era il figlio più piccolo di Giovanni Giorgio I di Sassonia e della sua seconda moglie Maddalena Sibilla di Prussia.

## Biografia
Insieme ai suoi fratelli, Maurizio studiò presso la corte dell'Elettorato di Sassonia di Dresda. Dall'agosto del 1642 fino al settembre del 1645 fece, insieme al fratello maggiore Cristiano un grand tour nel nord della Germania e nei Paesi Bassi.
Nel 1645, poco dopo il suo ritorno a casa, Maurizio fu nominato dal principe Luigi I di Anhalt-Köthen membro della Società dei Carpofori.
Nel 1650 fu nominato balivo di Turingia dall'Ordine teutonico.
L'elettore Giovanni Giorgio I il 20 luglio 1652 ordinò la divisione dei territori e Maurizio scelse il Ducato di Sassonia-Zeitz, diventando duca il 22 aprile 1657, scegliendo come sede del ducato la città di Zeitz. 
Come residenza reale, Maurizio utilizzò inizialmente il vecchio castello vescovile, ma costruì anche un altro castello in stile barocco, il castello di Moritzburg. La costruzione iniziò nel 1657 e i lavori terminarono nel 1678. Il duca morì qui.

### Matrimoni e discendenza
A Dresda il 16 novembre 1650, Maurizio sposò Sofia Edvige di Schleswig-Holstein-Sonderburg-Glücksburg, contemporaneamente al matrimonio di suo fratello Cristiano con la sorella di lei, Cristiana. Maurizio e Sofia ebbero due figli:
- Giovanni Filippo (12 novembre 1651 - 24 marzo 1652)
- Maurizio (26 settembre 1652 - 10 maggio 1653)

A Weimar il 3 luglio 1656, Maurizio sposò in seconde nozze Dorotea Maria di Sassonia-Weimar, figlia di Guglielmo di Sassonia-Weimar. Ebbero dieci figli:
- Eleonora Maddalena (30 ottobre 1658 - 26 febbraio 1661)
- Guglielmina Eleonora (? - 4 settembre 1659)
- Erdmute Dorotea (13 novembre 1661 - 29 aprile 1720)
- Maurizio Guglielmo (12 marzo 1664 - 15 novembre 1718)
- Giovanni Giorgio (27 aprile 1665 - 5 settembre 1666)
- Cristiano Augusto (9 ottobre 1666 - 23 agosto 1725)
- Federico Enrico (21 luglio 1668 - 18 dicembre 1713)
- Maria Sofia (3 novembre 1670 - 31 maggio 1671)
- Maddalena Sibilla (7 aprile 1672 - 20 agosto 1672)
- Guglielmina Sofia (? - 11 giugno 1675)

A Wiesenburg il 14 giugno 1676 Maurizio si sposò per la terza volta con Sofia Elisabetta, figlia di Filippo Luigi di Schleswig-Holstein-Sonderburg-Wiesenburg. Dal matrimonio non sono nati figli.

## Ascendenza
|                                     |                      |                                   | Genitori                       |  |  | Nonni |  |  | Bisnonni              |  |  | Trisnonni             |  |
|                                     |                      |                                   |                                |  |  |       |  |  | Augusto I di Sassonia |  |  | Enrico IV di Sassonia |  |
|                                     |                      |                                   |                                |  |  |       |  |  | Augusto I di Sassonia |  |  | Enrico IV di Sassonia |  |
|                                     |                      | Caterina di Meclemburgo-Schwerin  |                                |  |  |       |  |  | Augusto I di Sassonia |  |  |                       |  |
| Cristiano I di Sassonia             |                      |                                   |                                |  |  |       |  |  | Augusto I di Sassonia |  |  |                       |  |
|                                     |                      | Anna di Danimarca                 | Cristiano III di Danimarca     |  |  |       |  |  |                       |  |  |                       |  |
|                                     |                      | Anna di Danimarca                 | Cristiano III di Danimarca     |  |  |       |  |  |                       |  |  |                       |  |
|                                     |                      | Anna di Danimarca                 | Dorotea di Sassonia-Lauenburg  |  |  |       |  |  |                       |  |  |                       |  |
| Giovanni Giorgio I di Sassonia      |                      | Anna di Danimarca                 |                                |  |  |       |  |  |                       |  |  |                       |  |
|                                     |                      | Giovanni Giorgio di Brandeburgo   | Gioacchino II di Brandeburgo   |  |  |       |  |  |                       |  |  |                       |  |
|                                     |                      | Giovanni Giorgio di Brandeburgo   | Gioacchino II di Brandeburgo   |  |  |       |  |  |                       |  |  |                       |  |
|                                     |                      | Giovanni Giorgio di Brandeburgo   | Maddalena di Sassonia          |  |  |       |  |  |                       |  |  |                       |  |
| Sofia di Brandeburgo                |                      | Giovanni Giorgio di Brandeburgo   |                                |  |  |       |  |  |                       |  |  |                       |  |
|                                     |                      | Sabina di Brandeburgo-Ansbach     | Giorgio di Brandeburgo-Ansbach |  |  |       |  |  |                       |  |  |                       |  |
|                                     |                      | Sabina di Brandeburgo-Ansbach     | Giorgio di Brandeburgo-Ansbach |  |  |       |  |  |                       |  |  |                       |  |
|                                     |                      | Sabina di Brandeburgo-Ansbach     | Edvige di Münsterberg-Oels     |  |  |       |  |  |                       |  |  |                       |  |
| Maurizio di Sassonia-Zeitz          |                      | Sabina di Brandeburgo-Ansbach     |                                |  |  |       |  |  |                       |  |  |                       |  |
|                                     | Alberto I di Prussia | Federico I di Brandeburgo-Ansbach |                                |  |  |       |  |  |                       |  |  |                       |  |
|                                     | Alberto I di Prussia | Federico I di Brandeburgo-Ansbach |                                |  |  |       |  |  |                       |  |  |                       |  |
|                                     | Alberto I di Prussia | Sofia di Polonia                  |                                |  |  |       |  |  |                       |  |  |                       |  |
| Alberto Federico di Prussia         | Alberto I di Prussia |                                   |                                |  |  |       |  |  |                       |  |  |                       |  |
|                                     |                      | Anna Maria di Brunswick-Lüneburg  | Eric I di Brunswick-Lüneburg   |  |  |       |  |  |                       |  |  |                       |  |
|                                     |                      | Anna Maria di Brunswick-Lüneburg  | Eric I di Brunswick-Lüneburg   |  |  |       |  |  |                       |  |  |                       |  |
|                                     |                      | Anna Maria di Brunswick-Lüneburg  | Elisabetta di Brandeburgo      |  |  |       |  |  |                       |  |  |                       |  |
| Maddalena Sibilla di Prussia        |                      | Anna Maria di Brunswick-Lüneburg  |                                |  |  |       |  |  |                       |  |  |                       |  |
|                                     |                      | Guglielmo di Jülich-Kleve-Berg    | Giovanni III di Kleve          |  |  |       |  |  |                       |  |  |                       |  |
|                                     |                      | Guglielmo di Jülich-Kleve-Berg    | Giovanni III di Kleve          |  |  |       |  |  |                       |  |  |                       |  |
|                                     |                      | Guglielmo di Jülich-Kleve-Berg    | Maria di Jülich-Berg           |  |  |       |  |  |                       |  |  |                       |  |
| Maria Eleonora di Jülich-Kleve-Berg |                      | Guglielmo di Jülich-Kleve-Berg    |                                |  |  |       |  |  |                       |  |  |                       |  |
|                                     |                      | Maria d'Austria                   | Ferdinando I d'Asburgo         |  |  |       |  |  |                       |  |  |                       |  |
|                                     |                      | Maria d'Austria                   | Ferdinando I d'Asburgo         |  |  |       |  |  |                       |  |  |                       |  |
|                                     |                      | Maria d'Austria                   | Anna Jagellone                 |  |  |       |  |  |                       |  |  |                       |  |
|                                     |                      | Maria d'Austria                   |                                |  |  |       |  |  |                       |  |  |                       |  |